# سمفونی ب (هایدن)
سمفونی ب (به انگلیسی: Symphony B) در سی بِمُل ماژور، هوبوکن یک/۱۰۸ (Hoboken I/108)، یکی از سمفونی‌های آغازین یوزف هایدن است. او این اثر را در چهار موومان و در میانهٔ سال‌های ۱۷۵۷ و ۱۷۶۰ تصنیف کرد.